# Districtul Nyíregyháza
Nyíregyháza (în maghiară Nyíregyházi járás) este un district în județul Szabolcs-Szatmár-Bereg, Ungaria.
Districtul are o suprafață de 809,61 km2 și o populație de 166.684 locuitori (2013).

## Localități
- Apagy
- Kálmánháza
- Kótaj
- Nagycserkesz
- Napkor
- Nyíregyháza
- Nyírpazony
- Nyírtelek
- Nyírtura
- Rakamaz
- Szabolcs
- Sényő
- Timár
- Tiszanagyfalu
- Újfehértó